# قطعنامه ۴۱ شورای امنیت
قطعنامه ۴۱ شورای امنیت سازمان ملل متحد که در تاریخ ۲۸ فوریه ۱۹۴۸ تصویب شد، سندی بین‌المللی دربارهٔ مسئلهٔ اندونزی است. این قطعنامه طی نشست ۲۵۹ام با ۷ موافق، ۰ مخالف و ۴ ممتنع تصویب شد.